# Село имени Наги Ильясова
Село имени Наги Ильясова (каз. Н.Ілиясов, до 27 декабря 1997 года — 50 лет Казахской ССР) — село в Сырдарьинском районе Кызылординской области Казахстана. Административный центр сельского округа им. Ильясова. Код КАТО — 434843100.

## Население
В 1999 году население села составляло 2291 человек (1173 мужчины и 1118 женщин). По данным переписи 2009 года, в селе проживало 2217 человек (1117 мужчин и 1100 женщин).